# Hokejové divize 1968/1969
Československé divize ledního hokeje 1968/1969 byly třetí nejvyšší hokejové soutěže na území Československa, která se ale hrála pouze ve slovenské části.

## Systém soutěže
Soutěž se skládala ze 2 skupin po 6 účastnících. Ve skupinách se všech 6 klubů utkalo čtyřkolově každý s každým (celkem 20 kol). Vítězové jednotlivých skupin následně postoupily do Slovenské národní hokejové ligy. Týmy umístěné po základní části na posledním místě sestoupily do krajských přeborů.

## Slovenská socialistická republika

### Skupina západ
| Poř. | Tým                              | Z  | V  | R | P  | VB  | OB  | B  |
| ---- | -------------------------------- | -- | -- | - | -- | --- | --- | -- |
| 1.   | VTJ Dukla Trnava                 | 20 | 18 | 0 | 2  | 133 | 41  | 36 |
| 2.   | TJ Lokomotíva Bučina Zvolen      | 20 | 15 | 1 | 4  | 121 | 61  | 31 |
| 3.   | TJ AC Nitra                      | 20 | 8  | 2 | 10 | 77  | 91  | 18 |
| 4.   | TJ Spartak SMZ Dubnica nad Váhom | 20 | 7  | 2 | 10 | 76  | 106 | 16 |
| 5.   | TJ ZVL Skalica                   | 20 | 7  | 0 | 13 | 69  | 99  | 14 |
| 6.   | TJ TTS Trenčín                   | 20 | 2  | 1 | 17 | 59  | 137 | 5  |

### Skupina východ
| Poř. | Tým                                      | Z  | V  | R | P  | VB  | OB  | B  |
| ---- | ---------------------------------------- | -- | -- | - | -- | --- | --- | -- |
| 1.   | VTJ Dukla Prešov                         | 16 | 13 | 2 | 1  | 110 | 48  | 28 |
| 2.   | TJ VSŽ Košice "B"                        | 16 | 7  | 3 | 6  | 74  | 58  | 17 |
| 3.   | TJ Družstevník LetanovceTJ Slovan Levoča | 16 | 8  | 1 | 7  | 72  | 70  | 17 |
| 4.   | TJ Hutník Martin                         | 16 | 7  | 2 | 7  | 82  | 80  | 16 |
| 5.   | TJ Družstevník Spišské Bystré            | 16 | 5  | 1 | 10 | 51  | 105 | 11 |
| 6.   | TJ Lokomotíva Bane Spišská Nová Ves      | 16 | 2  | 3 | 11 | 73  | 101 | 7  |

Tabulka není úplná.

### O postup do SNHL
VTJ Dukla Prešov - VTJ Dukla Trnava 3:3, 1:5
Tým VTJ Dukla Trnava postoupil do dalšího ročníku 1. SNHL.
Týmy TJ TTS Trenčín a TJ Lokomotíva Bane Spišská Nová Ves sestoupily do krajských přeborů. Nahradily je kluby, jež uspěly v kvalifikaci TJ Slovan Levoča a TJ Spartak TAZ Trnava.